# Landgericht Mannheim

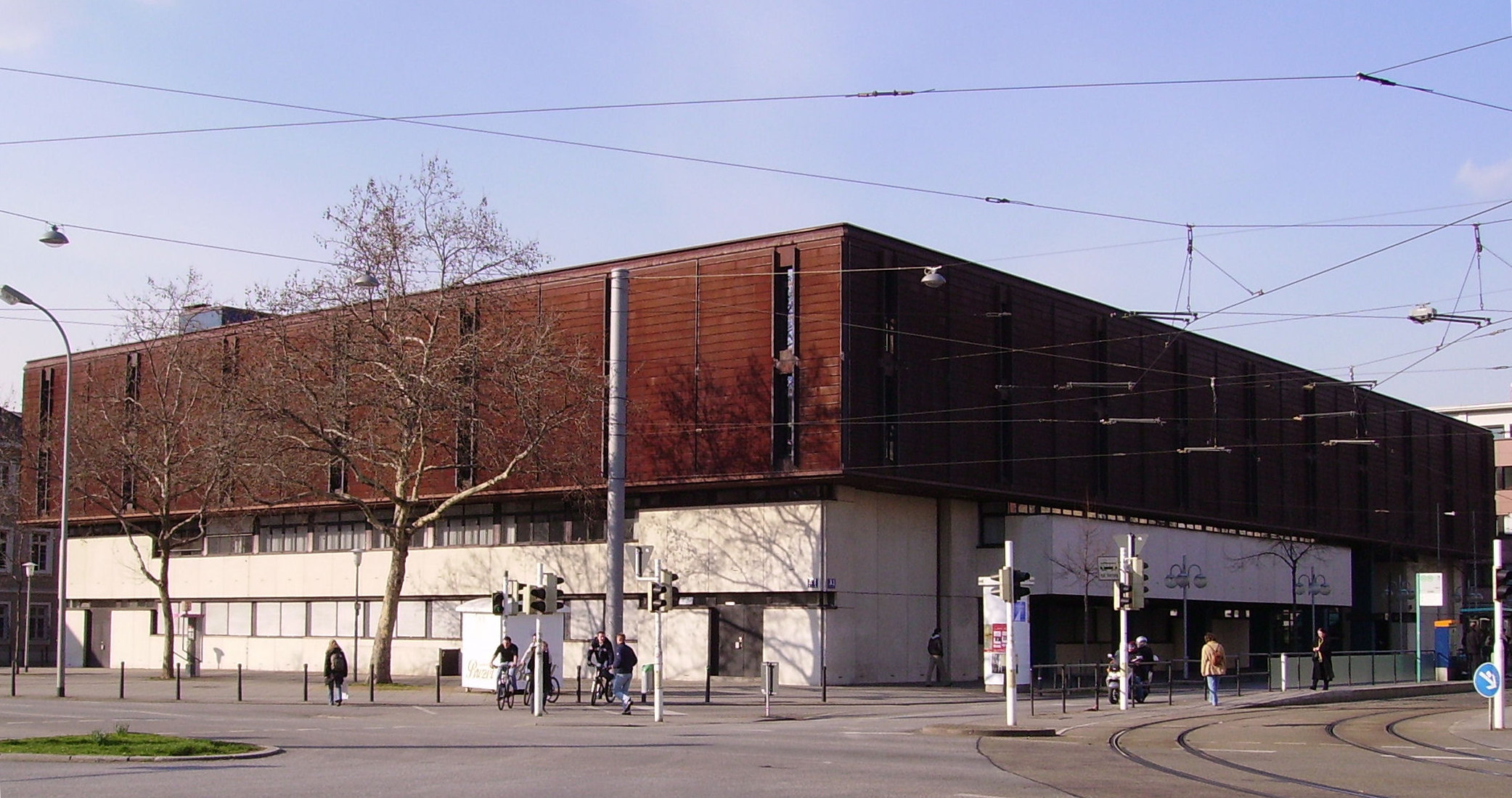
Gerichtsgebäude in A 1

Das Landgericht Mannheim ist ein Gericht der ordentlichen Gerichtsbarkeit in Baden-Württemberg und eines von neun Landgerichten im Bezirk des Oberlandesgerichtes Karlsruhe.

## Gerichtssitz und -bezirk

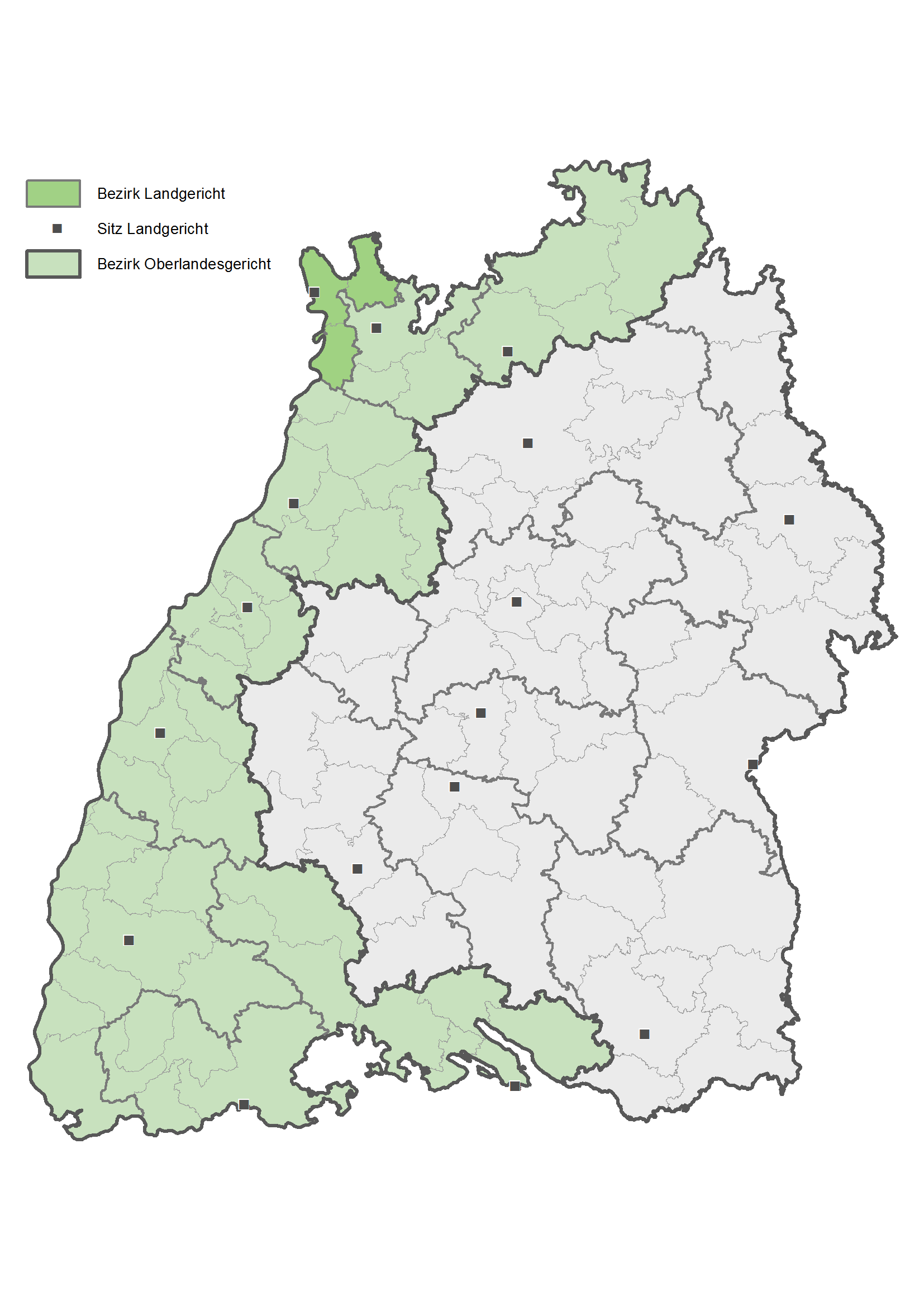
Landgerichtsbezirk Mannheim (dunkel) im Oberlandesgerichtsbezirk Karlsruhe (hellgrün) in Baden-Württemberg

Das Landgericht hat seinen Sitz in Mannheim. Außer der Stadt Mannheim gehört der größte Teil des ehemaligen Landkreises Mannheim zum Gerichtsbezirk mit Altlußheim, Brühl, Heddesheim, Hemsbach, Hirschberg, Hockenheim, Ketsch, Ladenburg, Laudenbach, Neulußheim, Oftersheim, Plankstadt, Reilingen, Schriesheim, Schwetzingen und Weinheim. 2007 lebten 528.000 Menschen in dem Bezirk.
Das Landgericht Mannheim ist innerhalb seines Gerichtsbezirks für Zivil- und Strafsachen als erstinstanzliches Gericht wie auch als Berufungs- und Beschwerdeinstanz zuständig. Darüber hinaus hat es einige Kompetenzen übertragen bekommen, die den Bezirk überschreiten. In Patent-, Gebrauchsmuster-, Halbleitertopografieschutz- und Sortenschutzstreitsachen ist es für das ganze Land Baden-Württemberg zuständig. Auf den Bezirk des Oberlandesgerichts Karlsruhe erstreckt sich die Zuständigkeit für Markenstreitsachen, Verfahren für Wettbewerbsbeschränkungen, Urheberrechtsstreitsachen und Geschmacksmusterstreitsachen sowie Wirtschaftsstrafsachen.

## Instanzenzug
Dem Gericht direkt übergeordnet ist das Oberlandesgericht Karlsruhe, diesem übergeordnet der Bundesgerichtshof, ebenfalls in Karlsruhe. Untergeordnet sind dem Landgericht Mannheim die Amtsgerichte Mannheim, Schwetzingen und Weinheim.

## Geschichte

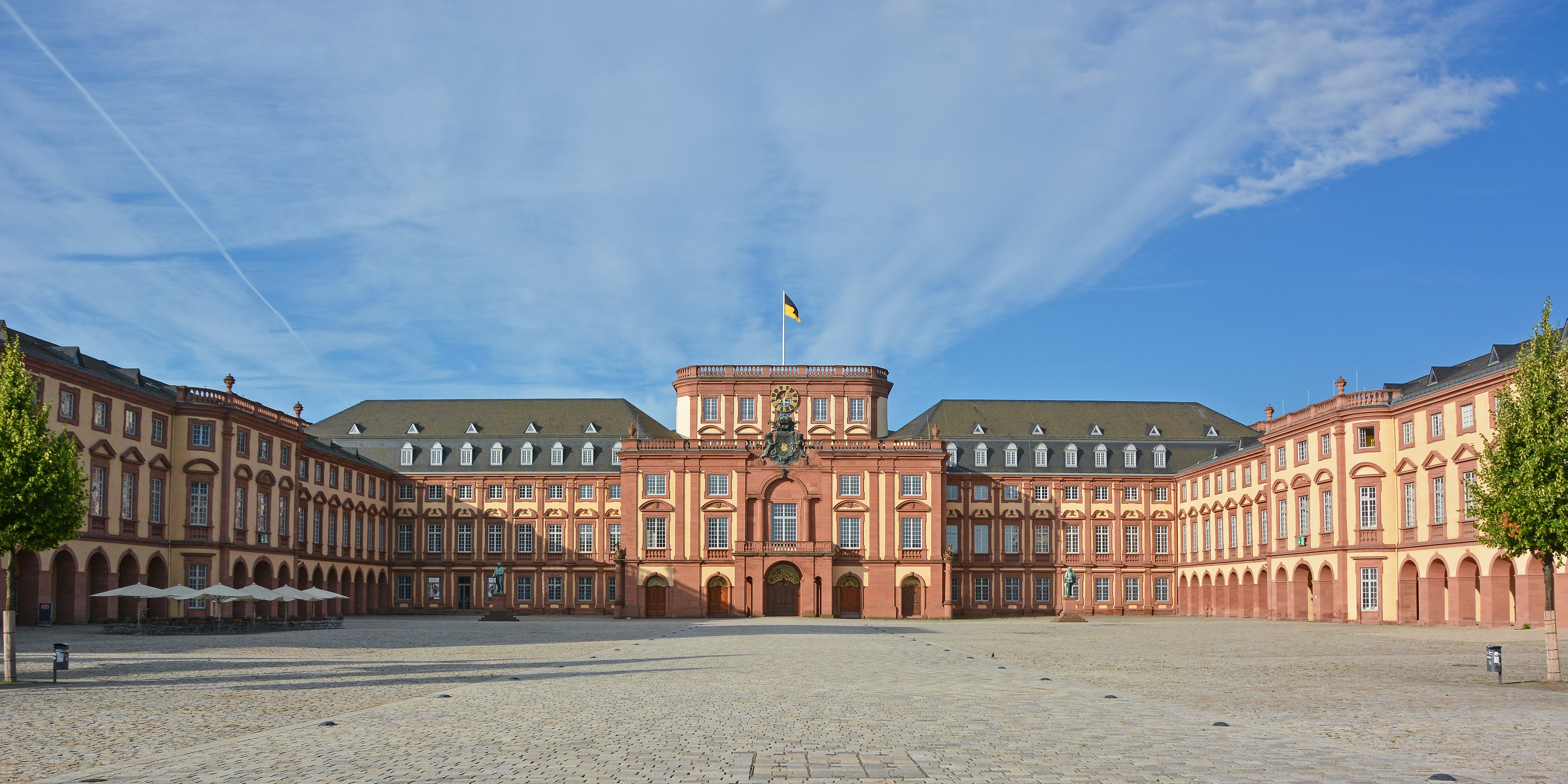
Schloss

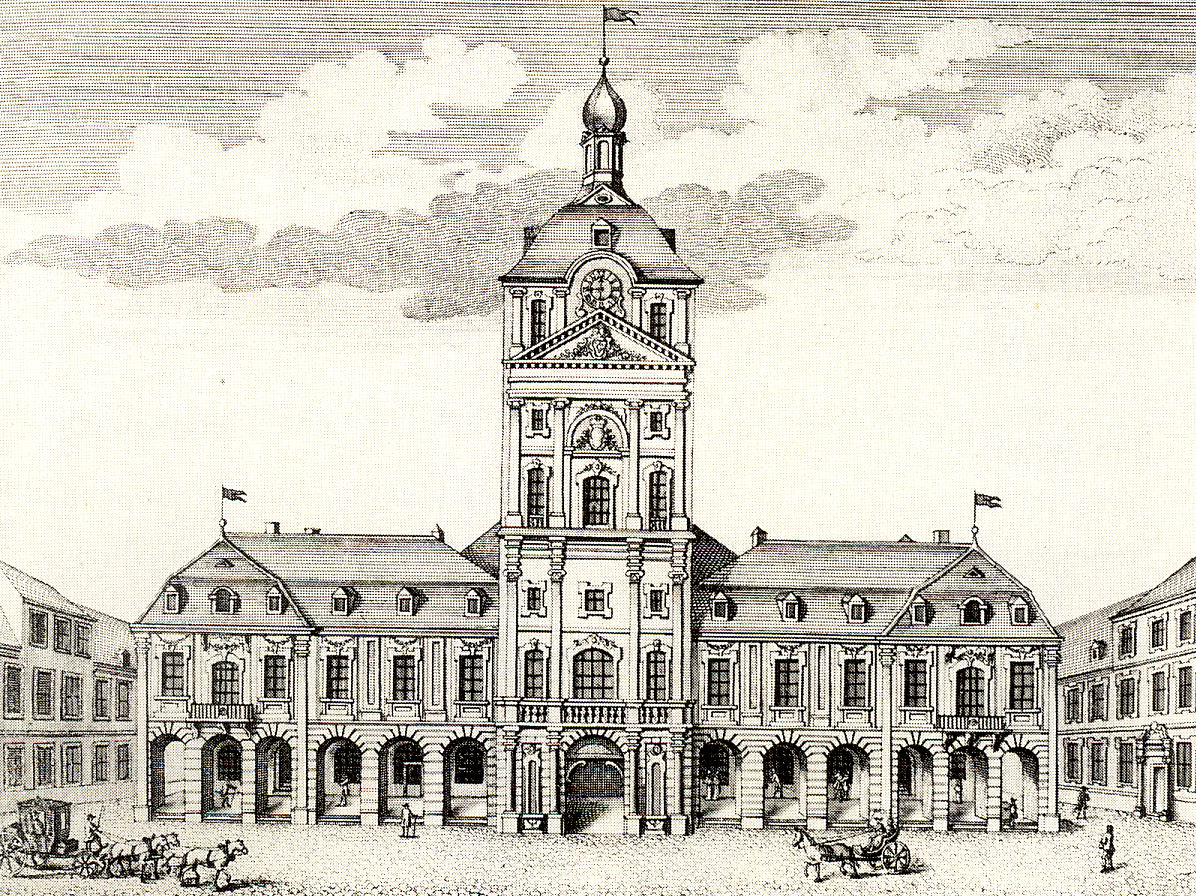
Kaufhaus

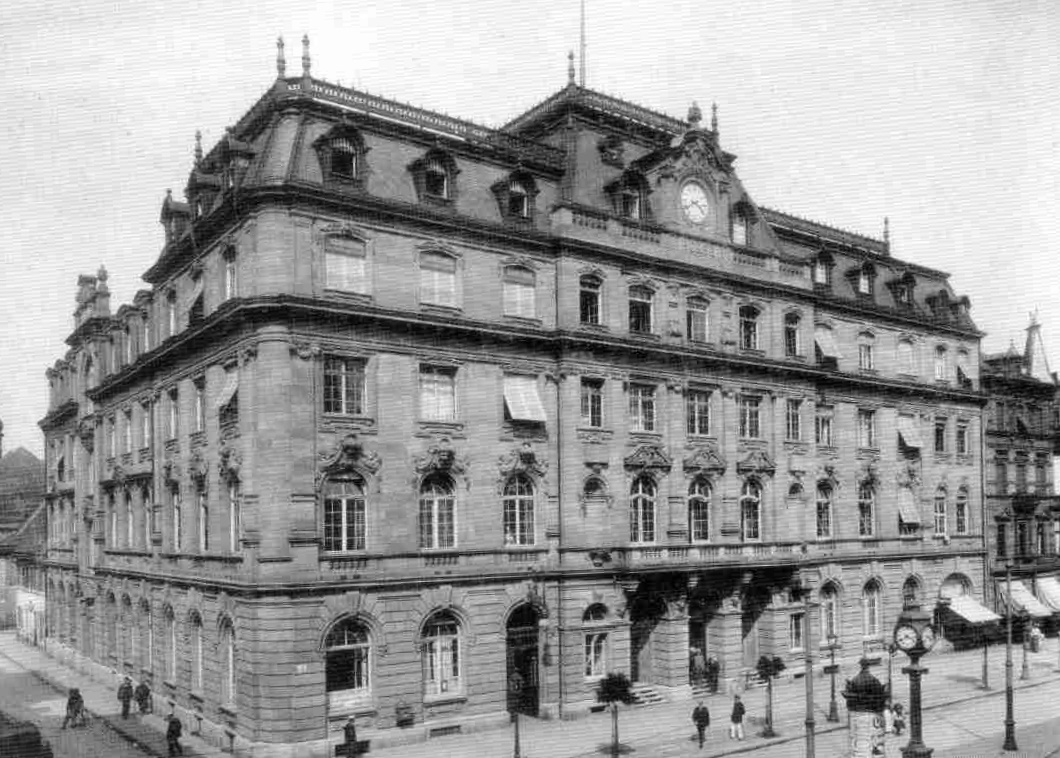
Börse

Mit der Verlegung der Residenz der Kurpfalz von Heidelberg nach Mannheim 1720 siedelte auch das kurpfälzische Hofgericht ins Mannheimer Schloss über, dass das zentrale Zivilgericht der Kurpfalz war. 1729 nahm als Revisionsinstanz das neugeschaffene Oberappellationsgericht ebenfalls seinen Sitz in Mannheim. 1766 zog das Gericht in das neuerbaute Kaufhaus.
Mit der Zerschlagung der Kurpfalz fiel Mannheim an Baden, das das Badische Oberhofgericht 1803 in Bruchsal ansiedelte. Auf Drängen der Mannheimer und mit Zustimmung des Präsidenten des Oberhofgerichts Karl Wilhelm Ludwig Friedrich Drais von Sauerbronn zog es 1810 nach Mannheim um. Dem Oberhofgericht untergeordnet waren die Hofgerichte, von denen eines seit 1803 seinen Sitz in Mannheim hatte. Beide Gerichte verhandelten die Ermordung August von Kotzebues durch Karl Ludwig Sand.
Nach der Badischen Revolution von 1848/49 wurden die Gerichtsverfassung reformiert und Schwurgerichte eingerichtet. Das Schwurgericht Mannheim tagte ab 1851 am Sitz des Hofgerichts im Kaufhaus. 1864 wurde das Hofgericht Mannheim in ein Kreis- und Hofgericht umgewandelt. Es war für die Bezirke Mannheim, Heidelberg und Mosbach sowie als Rheinschifffahrtsobergericht für ganz Baden zuständig.
Der Gründung des Deutschen Reiches 1871 folgte eine umfassende Neustrukturierung der Justiz in Baden. Das Oberhofgericht musste zunächst Zuständigkeiten an das Reichsoberhandelsgericht in Leipzig abgeben und wurde 1879 ganz aufgelöst. Das neu eingerichtete Oberlandesgericht, das nun das höchste Gericht in Baden war, wurde nicht mehr in Mannheim, sondern in Karlsruhe angesiedelt. Das Kreis- und Hofgericht wurde im gleichen Jahr zum Landgericht und war zuständig für die Amtsgerichtsbezirke Mannheim, Heidelberg, Schwetzingen, Weinheim, Sinsheim und Wiesloch. 1899 wurde das Landgericht Heidelberg gegründet, womit der Landgerichtsbezirk von Mannheim seine heutige Grenzen einnahm.
Nathan Stein wurde 1914, als erster Jude im Deutschen Reich, Präsident des Landgerichts und amtierte bis 1925. Von 1925 bis 1930 war Franz Schlimm Landgerichtspräsident, der als Generalstaatsanwalt von Baden den Fememord an Matthias Erzberger aufgeklärt hatte. Ihm folgte Heinrich Wetzlar, der 1933 aus dem Amt schied: 1933/35 wurden mit dem Gesetz zur Wiederherstellung des Berufsbeamtentums acht jüdische Richter, darunter Präsident Heinrich Wetzlar, entlassen, von denen nur drei die Verfolgungen des Nationalsozialismus überlebten. 1933 richteten die Nationalsozialisten das für ganz Baden zuständige Sondergericht Mannheim ein, weil das Badische Justizministerium der Meinung war, dass in der Arbeiterstadt Mannheim, Hochburg der Sozialdemokraten und Kommunisten in Baden, sich die meisten Fälle zur Aburteilung ereignen würden.
Nach dem Zweiten Weltkrieg wurde das Landgericht im schwer zerstörten Mannheim zunächst im alten Gebäude der Börse und ab 1953 wieder im Schloss untergebracht. 1970 erhielt es ein eigenes Gebäude im Quadrat A 1. 1971 wurde die Wirtschaftsstrafkammer eingerichtet mit der Zuständigkeit für den ganzen Bezirk des Oberlandesgerichts Karlsruhe. Vor ihr wurden beispielsweise die Fälle Imhausen (Export für eine Giftgasanlage in Libyen), Graf (Steuerhinterziehung) und Flowtex (Milliardenbetrug mit Bohrmaschinen) verhandelt. 2010 und 2011 wurde vor der Großen Strafkammer der Kachelmann-Prozess verhandelt.

## Gerichtsgebäude
Das Gebäude wurde von Helmut Striffler geplant und 1970 seiner Bestimmung übergeben. Der kubische vierstöckige Block erhebt sich als Vier-Flügel-Anlage mit einem überbauten Innenhof, wo sich die Gerichtssäle befinden. Die oberen beiden Stockwerke sind rostbraun mit COR-TEN-Stahl verkleidet, der über die Jahre nachrostet und die Illusion einer Holzfassade erzeugen soll. In den unteren beiden Etagen sind die Räume nach außen gerichtet, in den oberen beiden zum Inneren hin.
Im Foyer befinden sich Tafelbilder des Künstlers Rudi Baerwind sowie ein von Hubertus von Pilgrim geschaffener Bilderbaum, der sich aus 29 Kupfertafeln zusammenfügt. Die Ausschnittsvergrößerungen stammen von grob gerasterten Fotos von Robert Häusser.
Das Gebäude ist als Kulturdenkmal eingestuft.

## Juristen, die am Landgericht Mannheim tätig waren
- Christoph Ann
- Klaus Bacher
- Günter Bachmann
- Anton Bassermann
- Edwin Benckiser
- Rudolf von Buol-Berenberg
- Friedrich Darmstädter
- Hermann Deichfuß
- Adelbert Düringer
- Julius Finter
- Albert Gautier
- Max Güde
- Meo-Micaela Hahne
- Alfred Hanemann
- Heinrich Koenige
- Wilhelm Martens
- Gerda Müller
- Rudolf Obkircher
- Wolfgang Schmidt-Futterer
- Max Silberstein
- Nathan Stein
- Eike Ullmann
- Birgit Vézina
- Otto Weipert
- Gottfried Wetterich
- Heinrich Wetzlar